# Frank Calder
Frank Calder (ur. 17 listopada 1877 w Bristolu, zm. 4 lutego 1943) – kanadyjski działacz sportowy pochodzenia szkockiego, pierwszy prezes ligi NHL od 1917 do 1943.

## Życiorys
Urodził się w Bristolu w Anglii, jego rodzice byli Szkotami. W rodzinnym kraju Frank lubił grać w piłkę nożną. W młodości wyemigrował do Kanady i stał się tam nauczycielem w prywatnej szkole. Tam również ożenił się z Amelią Cole i miał z nią trzy córki i jednego syna. Przed wyjazdem z Anglii, o celu podróży – Kanadzie albo Stanach Zjednoczonych – zadecydował rzut monetą. Zamiłowanie Caldera do hokeja objawiło się wtedy, gdy właściciel Montreal Wanderers zaproponował mu aby zasiadł w komitecie wykonawczym ligi NHA. Po pewnym czasie Calder został wybrany nowym prezsesem NHA i gdy utworzono NHL wyznaczył on siebie 26 listopada 1917 na prezesa nowej ligi. Frank Calder był prezesem przez 26 lat.
Od jego nazwiska nazwano dwie nagrody hokejowe: Calder Memorial Trophy dla najlepszego debiutanta sezonu oraz Calder Cup dla zwycięzcy rozgrywek American Hockey League.